# Station Châtelaillon
Station Châtelaillon is een spoorwegstation in de gemeente Châtelaillon-Plage in het Franse departement Charente-Maritime.